# Neil Jordan
Neil Jordan (ur. 25 lutego 1950 w Sligo) – irlandzki reżyser i scenarzysta filmowy, powieściopisarz i autor opowiadań. Laureat Oscara za najlepszy scenariusz oryginalny.

## Życiorys
Jako pisarz debiutował latach 70. XX wieku, jest autorem opowiadań i kilku powieści. Karierę filmową zaczynał jako konsultant Johna Boormana przy realizacji Excalibura, filmu o Rycerzach Okrągłego Stołu. Samodzielnie debiutował rok później – napisał scenariusz i wyreżyserował Anioła. Główną rolę w filmie zagrał Stephen Rea, który później wystąpił także w innych dziełach reżysera, stając się jego ulubionym aktorem. Jordan realizuje filmy tematycznie i produkcyjnie związane z jego ojczyzną, jednak równie chętnie pracuje w Stanach Zjednoczonych.
Uznanie przyniosła mu Gra pozorów z 1992. Bohaterem filmu jest bojownik IRA (Rea), który z poczucia winy za śmierć angielskiego żołnierza wikła się w skomplikowany związek uczuciowy z jego kochankiem, młodym transwestytą. Film zdobył szereg nagród i nominacji do prestiżowych nagród, a Jordanowi przyniósł w 1993 Oscara za scenariusz.
Następny swój film Irlandczyk zrealizował w Hollywood. Horror Wywiad z wampirem został nakręcony w gwiazdorskiej obsadzie na podstawie powieści Anne Rice o tym samym tytule.
W kolejnych dwóch filmach Jordan wraca do Irlandii. W koprodukcji irlandzko-amerykańsko-brytyjskiej powstał biograficzny Michael Collins – jego bohaterem jest autentyczny przywódca IRA z czasów Wolnego Państwa Irlandzkiego. Film zdobył Złotego Lwa na 53. MFF w Wenecji. Z kolei Chłopak rzeźnika jest przerysowanym obrazem dorastania w Irlandii w latach 60.
W 2002 zrealizował Podwójny blef, będący remake'em czarnego kryminału Bob le flambeur Jean-Pierre Melville’a z połowy lata 50. XX wieku.
Neil Jordan jest członkiem Aosdána, irlandzkiego stowarzyszenia grupującego wybitnych twórców. Zasiadał w jury konkursu głównego na 49. MFF w Wenecji (1992).

## Filmografia
- Anioł (Angel, 1982)
- Towarzystwo wilków (The Company of Wolves, 1984)
- Mona Lisa (1986)
- Zjawy (High Spirits, 1988)
- Nie jesteśmy aniołami (We’re No Angels, 1990)
- Cud (The Miracle, 1991)
- Gra pozorów (The Crying Game, 1992)
- Wywiad z wampirem (Interview with the Vampire, 1994)
- Michael Collins (1996)
- Chłopak rzeźnika (The Butcher Boy, 1998)
- Koniec romansu (The End of the Affair, 1999)
- W moich snach (In Dreams, 1999)
- Podwójny blef (The Good Thief, 2002)
- Śniadanie na Plutonie (Breakfast on Pluto, 2005)
- Odważna (The Brave One, 2007)
- Ondine (2009)
- Byzantium (2012)
- Greta (2018)
- Detektyw Marlowe (Marlowe, 2022)

## Producent
- Rodzina Borgiów (2011–2013)

## Twórczość literacka
- Night in Tunisia (1976, zbiór opowiadań)
- The Past (1980, powieść)
- The Dream of a Beast (1983, powieść)
- Sunrise with Sea Monster (1994, powieść)
- Shade (2005, powieść)

## Nagrody
- Nagroda Akademii Filmowej Najlepszy scenariusz oryginalny: 1993 Gra pozorów
- Nagroda BAFTA
  - Najlepszy film brytyjski: 1993 Gra pozorów
  - Najlepszy scenariusz adaptowany: 2000 Koniec romansu
- Nagroda na MFF w Berlinie Srebrny Niedźwiedź: 1998 Chłopak rzeźnika